# Втрачена вічність
«Втрачена вічність» (англ. Eternity Lost) — науково-фантастичне оповідання Кліффорда Сімака, вперше опубліковане журналом «Astounding Science Fiction» в липні 1949 року.

## Сюжет
Медицина навчилась продовжувати життя людям, і цей дар надавався окремим індивідам, праця яких була суттєвою для всього людства.
Сенатор Гомер Леонард, член Всесвітнього сенату, голова підкомісії у справах науки Всесвітньої палати представників, був одним з тих хто виробив суворий кодекс етичних правил продовження життя.
Його політична партія вже 500 років номінувала його на продовження життя, але одного разу, коли політична кон'юнктура на старих політиків була несприятлива, вирішила не висувати його на наступних виборах, а отже і не подавати клопотання на продовження йому життя.
Журналіст Енсон Лі довідався про це і навідав сенатора, щоб почути його думку. Заодно він розказав йому, що декілька відомих осіб, чиє життя було неодноразово подовжене, раптово зникли з видимості преси.
Сенатор Леонард, який до цього моменту вважав себе практично безсмертним, почав аналізувати нові методи отримання ним продовження життя.
Оскільки за порушення кодексу карали «відлученням від суспільства», коли ніхто з людей не мав контактувати з порушником, то сенатор йдучи на порушення закону, волів би одразу отримати безсмертя.
Він вирішив відвідати доктора Дейну Сміта, очільника Інституту продовження життя, начебто у справах, а насправді, повивідувати можливість власної вигоди.
Він почав докоряти Сміту, що лікарі не винайшли безсмертя, а ситуація з продовженням життя починає загострюватись, оскільки багатьма сприймається, як тимчасове рішення до винайдення безсмертя.
Однак доктор Сміт відповів, що людству не вистачає життєвого простору, і як тільки Служба міжзоряного пошуку повідомить про можливість його розширення, то лікарі одразу почнуть роботи по безсмертю людей.
А до того часу вони повинні послуговуватись його чудовим кодексом, який надає продовження життя на обмежений час допоки людина не завершить важливу справу для суспільства.
Сенатор Леонард зі слів доктора заключив, що знаходження нового життєвого простору і послідуюче за ним винайдення безсмертя, займе не більше 100 років, отже йому потрібно влаштувати собі лише одне продовження життя, щоб жити вічно.
Сенатор вирушив до Джона Нортона, спеціаліста з сумнівних справ, щоб він влаштував йому незаконне продовження життя. Нортон взяв гроші, але через тиждень повідомив, що ніхто з причетних до інституту не хоче ризикувати бути «відлученим від суспільства», оскільки їхня праця також винагороджується продовженням життя. Нортон відмовився повернути завдаток, а заодно і виказав всю ненависть простих людей, до тих хто отримував продовження життя.
Вирішивши «потопити» колег політиків, розчарований сенатор вдома ввечері написав лист для преси, в якому відмовлявся від продовження життя, оскільки як політик, він начебто, хотів бути на рівних умовах зі своїми виборцями.
На ранок він прокинувся дуже популярним і його ідея, фактично гарантувала йому переобрання в сенат. А можливо і висування в президенти.
До нього знову прийшов журналіст Енсон Лі і поздоровив з блискучим політичним ходом, та повідомив, що безслідно зникають не тільки особи яким продовжували життя, але і молоді люди, переможці конкурсів здоров'я. Сенатор одразу здогадався, що знайшли в космосі новий життєвий простір і цим людям почали надавати безсмертя та переселяти туди. Таємниця зберігалась тільки тимчасово, щоб не створювати паніку.
Коли журналіст пішов, сенатор вирішив нарешті прочитати листи. Один із них був зі Служби міжзоряного пошуку. Але в цей час подзвонив телефон і доктор Саттон з цієї служби роздратовано повідомив, що в зв'язку із його образливою для них вечірньою заявою їхнє запрошення скасовується.